# 綠寶石失竊案
綠寶石失竊案 （法語： Les Bijoux de la Castafiore ；英語： The Castafiore Emerald ）是丁丁歷險記的第21部作品。作者是比利時漫畫家埃爾熱。本作與之前的丁丁歷險記有著很大的不同，丁丁首次進行沒有離開自己家的冒險，同時故事中沒有明顯的反派角色，充滿了喜劇色彩。

## 故事簡介
丁丁和船長原本在城堡悠閑度假，卻因歌后突然造訪而弄得雞飛狗跳；媒體對歌后的行蹤極度關注，窮追猛打；歌后一顆珍貴的綠寶石又突然失蹤，引起了一波接一波的疑團，究竟誰的嫌疑最大？是船長剛剛收留的一夥吉卜賽人？是偷偷混入記者群中的神秘男子？是歌后的貼身女僕？還是行跡鬼祟的鋼琴師？